# Morti il 25 agosto
| Questa pagina contiene informazioni ricavate automaticamente dalle voci biografiche con l'ausilio del template Bio e di un bot. L'aggiornamento è periodico e automatico e ricostruisce completamente la pagina. Se manca una persona in questa lista, sei pregato di non aggiungerla, ma accertati piuttosto che la sua voce biografica contenga il template Bio e che i dati anagrafici siano correttamente compilati. Se il template Bio manca, inseriscilo tu stesso o, in alternativa, metti l'avviso {{tmp\|Bio}} che ne segnala la mancanza. Se i dati riportati sono sbagliati, correggi direttamente la voce biografica; le modifiche saranno visibili in questa lista entro pochi giorni. Per chiarimenti vedi il progetto biografie. La lista contiene solo le 512 persone che sono citate nell'enciclopedia e per le quali è stato implementato correttamente il template Bio. Pagina aggiornata al 17 ago 2025. |

## I secolo(1)
- 79 - Pomponiano, senatore romano

## IV secolo(2)
- 359 - Giunio Basso, senatore romano (n. 317)
- 383 - Graziano, imperatore romano (n. 359)

## V secolo(2)
- 423 - Rufino, vescovo e santo siriano
- 471 - Gennadio I di Costantinopoli, arcivescovo e teologo bizantino

## VI secolo(1)
- 552 - Mena di Costantinopoli, arcivescovo e santo bizantino

## VII secolo(1)
- 683 - Ebba di Coldingham, monaca cristiana e santa scozzese

## X secolo(1)
- 985 - Teodorico di Haldensleben, nobile tedesco

## XI secolo(2)
- 1036 - Pellegrino di Colonia, arcivescovo tedesco
- 1054 - Fujiwara no Michimasa, poeta giapponese (n. 992)

## XII secolo(2)
- 1148 - Adalbero di Brema, arcivescovo cattolico tedesco
- 1192 - Wichmann von Seeberg, arcivescovo cattolico tedesco

## XIII secolo(6)
- 1230 - Leone Brancaleone, cardinale italiano
- 1258 - Giorgio Muzalon, funzionario bizantino
- 1270 - Luigi IX di Francia, re francese (n. 1214)
- 1271 - Giovanna di Tolosa, contessa (n. 1220)
- 1282 - Tommaso di Cantilupe, vescovo cattolico e santo britannico
- 1298 - Alberto II di Sassonia, nobile tedesco (n. 1250)

## XIV secolo(8)
- 1322 - Beatrice di Slesia-Glogau, nobile e imperatrice polacca
- 1330 - James Douglas, condottiero scozzese (n. 1286)
- 1333 - Muhammad IV di Granada, sultano (n. 1315)
- 1361 - Francesco Atti, cardinale e arcivescovo cattolico italiano
- 1368 - Engelberto III di Mark, arcivescovo cattolico tedesco
- 1381 - Giovanni III del Monferrato, marchese (n. 1362)
- 1389 - Nicolò Zanasio, arcivescovo cattolico italiano
- 1399 - Guido del Palagio, politico, letterato e mercante italiano

## XV secolo(9)
- 1408 - Giacomo di Prades, nobile, politico e militare spagnolo
- 1425 - Cristoforo di Werle, principe
- 1429 - Çandarlı İbrahim Pascià, politico ottomano
- 1482 - Margherita d'Angiò, nobile (n. 1430)
- 1482 - Protasio di Boskovic e Černahora, umanista, diplomatico e vescovo cattolico ceco
- 1482 - Sagramoro Sagramori, vescovo cattolico e diplomatico italiano (n. 1424)
- 1482 - Amuratte Torelli, condottiero italiano
- 1486 - Ōta Dōkan, militare, poeta e monaco buddista giapponese (n. 1432)
- 1497 - Johann von Tiefen, nobile

## XVI secolo(17)
- 1504 - Ludovico Podocataro, cardinale e arcivescovo cattolico cipriota (n. 1429)
- 1510 - Liu Jin, funzionario cinese (n. 1451)
- 1520 - Rinieri della Sassetta, nobile, condottiero e politico italiano
- 1520 - Ippolita Torelli, nobildonna e poetessa italiana (n. 1501)
- 1523 - Mōri Kōmatsumaru, militare giapponese (n. 1515)
- 1527 - Ercole Rangoni, cardinale e vescovo cattolico italiano (n. 1491)
- 1541 - Wilhelm von Roggendorf, militare austriaco (n. 1481)
- 1550 - Georges II d'Amboise, cardinale e arcivescovo cattolico francese (n. 1488)
- 1554 - Thomas Howard, III duca di Norfolk, nobile e politico inglese (n. 1473)
- 1556 - David Joris, teologo fiammingo
- 1557 - Mary FitzAlan, nobile britannica (n. 1541)
- 1559 - Giovanni Battista Ghislieri, cardinale italiano (n. 1491)
- 1572 - Pierre de La Place, magistrato, giurista e filosofo francese (n. 1520)
- 1586 - Giovanni Battista Maganza, pittore e poeta italiano
- 1592 - Guglielmo IV d'Assia-Kassel, nobile (n. 1532)
- 1592 - Shimazu Toshihisa, militare giapponese (n. 1537)
- 1599 - Curzio Gonzaga, diplomatico e scrittore italiano

## XVII secolo(21)
- 1607 - Luca Pinelli, gesuita e teologo italiano (n. 1542)
- 1610 - Mabel Browne, nobildonna inglese (n. 1536)
- 1614 - Yūki Harutomo, militare giapponese (n. 1533)
- 1619 - Bernardino Pallantieri, vescovo cattolico italiano (n. 1533)
- 1626 - Alfonso Dal Pozzo Farnese, vescovo cattolico italiano (n. 1580)
- 1627 - Enrico IV di Reuss-Greiz, nobile tedesco (n. 1597)
- 1630 - Bartolomeo Zucchi, presbitero, storico e letterato italiano (n. 1570)
- 1632 - Thomas Dekker, scrittore e drammaturgo inglese
- 1648 - Giuseppe Calasanzio, presbitero e santo spagnolo (n. 1557)
- 1649 - Richard Crashaw, poeta inglese (n. 1612)
- 1649 - Thomas Shepard, teologo inglese (n. 1605)
- 1651 - Luis Quiñones de Benavente, poeta, drammaturgo e presbitero spagnolo (n. 1581)
- 1666 - Antonio Sancho Dávila de Toledo y Colonna, generale e politico spagnolo (n. 1590)
- 1668 - Eleonora Gonzaga, religiosa italiana (n. 1586)
- 1680 - Simeon Polockij, poeta, scrittore e presbitero russo (n. 1629)
- 1685 - Francisco Herrera il Giovane, pittore e architetto spagnolo (n. 1622)
- 1688 - Henry Morgan, pirata, corsaro e ammiraglio gallese (n. 1635)
- 1691 - Filippo Carlo d'Arenberg, duca belga (n. 1663)
- 1692 - Antonio Foresti, gesuita, storico e letterato italiano (n. 1625)
- 1699 - Cristiano V di Danimarca, re danese (n. 1646)
- 1700 - Francesco Buonvisi, cardinale e arcivescovo cattolico italiano (n. 1626)

## XVIII secolo(23)
- 1711 - Edward Villiers, I conte di Jersey, nobile e politico inglese (n. 1656)
- 1717 - Giovanni Battista Borghese, nobile italiano (n. 1639)
- 1718 - Juan Francisco Pacheco, nobile spagnolo (n. 1649)
- 1724 - Muzio de' Vecchi, vescovo cattolico italiano (n. 1669)
- 1726 - Hagopdjan de Deritchan, diplomatico e nobile persiano
- 1738 - Elisabetta di Meclemburgo-Güstrow, nobildonna tedesca (n. 1668)
- 1742 - Carlos Seixas, compositore e organista portoghese (n. 1704)
- 1751 - Sarah Cadogan, nobildonna inglese (n. 1705)
- 1751 - Christian Friedrich Rolle, organista e compositore tedesco (n. 1681)
- 1761 - Giuseppe Aurelio di Gennaro, avvocato, giurista e poeta italiano (n. 1701)
- 1772 - Matteo La Manna, presbitero, missionario e gesuita italiano (n. 1710)
- 1774 - Niccolò Jommelli, compositore italiano (n. 1714)
- 1775 - Felipe de Castro, scultore spagnolo (n. 1711)
- 1776 - David Hume, filosofo scozzese (n. 1711)
- 1776 - Germain-François Poullain de Saint-Foix, scrittore e drammaturgo francese (n. 1698)
- 1784 - Ekaterina Alekseevna Senjavina, nobildonna russa (n. 1761)
- 1788 - Tanuma Okitsugu, funzionario giapponese (n. 1719)
- 1791 - Pietro Domenico Paradies, compositore italiano (n. 1707)
- 1794 - Leopold August Abel, pittore e violinista tedesco (n. 1714)
- 1794 - Florimond Claude, conte di Mercy-Argenteau, diplomatico austriaco (n. 1727)
- 1797 - Jean-Baptiste Louvet de Couvray, scrittore, politico e giornalista francese (n. 1760)
- 1798 - Cristiano Augusto di Waldeck e Pyrmont, generale (n. 1744)
- 1800 - Elizabeth Montagu, letterata e mecenate inglese (n. 1718)

## XIX secolo(65)
- 1803 - Giovanni Volpato, incisore e ceramista italiano (n. 1735)
- 1805 - Guglielmo Enrico di Hannover, nobile inglese (n. 1743)
- 1805 - Giambattista Varesco, abate, musicista e poeta italiano (n. 1735)
- 1807 - Sophie Cottin, scrittrice e politica francese (n. 1770)
- 1807 - Gaetano Fiorio, attore teatrale e commediografo italiano (n. 1744)
- 1807 - Christian Jakob Kraus, linguista e bibliotecario tedesco (n. 1753)
- 1807 - Jean-Étienne-Marie Portalis, giurista francese (n. 1746)
- 1810 - Giorgio Giovanni Zuccato, generale italiano (n. 1761)
- 1818 - Elizabeth Billington, soprano britannico (n. 1765)
- 1819 - James Watt, ingegnere e inventore scozzese (n. 1736)
- 1820 - Louis François Perrin de Précy, generale e nobile francese (n. 1742)
- 1822 - William Herschel, astronomo, fisico e compositore tedesco (n. 1738)
- 1832 - Louis Jean-Baptiste Chéret, artista e incisore francese (n. 1760)
- 1833 - Jean-Louis Laya, drammaturgo e critico letterario francese (n. 1761)
- 1834 - Charles Boyle, visconte Dungarvan, ufficiale irlandese (n. 1800)
- 1836 - Christoph Wilhelm Hufeland, medico tedesco (n. 1762)
- 1839 - Giorgio Bidone, ingegnere e matematico italiano (n. 1781)
- 1840 - Carl Leberecht Immermann, poeta e scrittore tedesco (n. 1796)
- 1843 - Giuseppe Grabinski, ufficiale polacco (n. 1771)
- 1843 - Friedrich Sigismund Leuckart, naturalista e zoologo tedesco (n. 1794)
- 1845 - Antoine Risso, naturalista italiano (n. 1777)
- 1846 - Giuseppe Acerbi, esploratore, scrittore e archeologo italiano (n. 1773)
- 1849 - Adele Schopenhauer, scrittrice, poetessa e artista tedesca (n. 1797)
- 1853 - Rafael Maroto, politico spagnolo (n. 1783)
- 1854 - Carmelo Pugliatti, ginecologo italiano (n. 1789)
- 1855 - François-Marie Bastian, politico e avvocato francese (n. 1795)
- 1860 - Fileno Briganti, generale italiano (n. 1800)
- 1860 - Johan Ludvig Heiberg, poeta danese (n. 1791)
- 1860 - Christian Lobeck, filologo classico tedesco (n. 1781)
- 1865 - Louis-Isidore Duperrey, marinaio, esploratore e cartografo francese (n. 1786)
- 1866 - William Craven, II conte di Craven, nobile inglese (n. 1809)
- 1867 - Michael Faraday, fisico, chimico e divulgatore scientifico britannico (n. 1791)
- 1867 - Pierre-Flavien Turgeon, arcivescovo cattolico canadese (n. 1787)
- 1868 - Carlotta Birch-Pfeiffer, attrice teatrale e scrittrice tedesca (n. 1800)
- 1870 - Richard Seymour-Conway, IV marchese di Hertford, nobile e collezionista d'arte britannico (n. 1800)
- 1873 - David Chiossone, letterato, drammaturgo e medico italiano (n. 1820)
- 1874 - Pasquale Tola, magistrato, storico e politico italiano (n. 1800)
- 1875 - Charles Auguste Frossard, generale francese (n. 1807)
- 1876 - Pierre-Paul de La Grandière, militare francese (n. 1807)
- 1878 - Christian Rutenberg, botanico e esploratore tedesco (n. 1851)
- 1882 - Friedrich Reinhold Kreutzwald, scrittore estone (n. 1803)
- 1883 - Rawdon Brown, storico britannico (n. 1803)
- 1883 - Hermann Müller, botanico tedesco (n. 1829)
- 1884 - Odo Russell, I Barone Ampthill, diplomatico inglese (n. 1829)
- 1885 - Maria del Transito di Gesù Sacramentato, religiosa argentina (n. 1821)
- 1886 - Zinovios Valvis, politico greco (n. 1800)
- 1887 - Enrico Franchini, militare italiano (n. 1823)
- 1887 - Giovanni Gozzadini, storico, archeologo e politico italiano (n. 1810)
- 1888 - Stefano Ribera, librettista, scrittore e giornalista italiano (n. 1823)
- 1889 - Amedeo Chiavarina di Rubiana, politico italiano (n. 1817)
- 1889 - Henry Shaw, filantropo e botanico britannico (n. 1800)
- 1891 - Dionisio V di Costantinopoli, arcivescovo ortodosso greco (n. 1820)
- 1894 - Filippo Biganzoli, scultore italiano (n. 1823)
- 1894 - Celia Thaxter, poetessa e scrittrice statunitense (n. 1835)
- 1895 - Karl Ernst Georges, filologo classico, latinista e lessicografo tedesco (n. 1806)
- 1895 - Giuseppe Sapeto, missionario e esploratore italiano (n. 1811)
- 1896 - Enrico Nencioni, poeta, critico letterario e traduttore italiano (n. 1837)
- 1896 - Nikolaus Rüdinger, anatomista tedesco (n. 1832)
- 1896 - Hamad bin Thuwayni di Zanzibar, sultano (n. 1857)
- 1897 - Léon Gautier, storico della letteratura, paleografo e archivista francese (n. 1832)
- 1897 - Juan Idiarte Borda, politico uruguaiano (n. 1844)
- 1898 - Théophile Emmanuel Duverger, pittore francese (n. 1821)
- 1899 - Lucien Quélet, naturalista e micologo francese (n. 1832)
- 1900 - Friedrich Nietzsche, filosofo, filologo e scrittore tedesco (n. 1844)
- 1900 - Louis Petit de Julleville, storico, linguista e docente francese (n. 1841)

## XX secolo(245)
- 1901 - Michele Coppino, politico italiano (n. 1822)
- 1901 - Felice D'Errico, imprenditore e politico italiano (n. 1829)
- 1901 - Nicola Nisco, patriota, economista e politico italiano (n. 1816)
- 1902 - Antoine Barthélemy Jean Guillemot, entomologo francese (n. 1822)
- 1902 - Policarpo Petrocchi, scrittore e filologo italiano (n. 1852)
- 1903 - Herbert Chipp, tennista britannico (n. 1850)
- 1904 - Henri Fantin-Latour, pittore francese (n. 1836)
- 1905 - Norman Warne, editore inglese (n. 1868)
- 1906 - Charles Baron Clarke, botanico inglese (n. 1832)
- 1907 - Alexandre Franquet, ammiraglio francese (n. 1828)
- 1908 - Antoine Henri Becquerel, fisico francese (n. 1852)
- 1908 - Giuseppe Cugnoni, latinista, filologo e bibliotecario italiano (n. 1824)
- 1910 - James Wakefield, politico statunitense (n. 1825)
- 1911 - Jules Röthlisberger, ingegnere svizzero (n. 1851)
- 1913 - Antonio Winspeare, politico e prefetto italiano (n. 1840)
- 1914 - Félix Debax, schermidore francese (n. 1864)
- 1916 - Antonio Edoardo Chinotto, generale italiano (n. 1858)
- 1917 - Italo Stegher, militare italiano (n. 1894)
- 1918 - Joseph Bertrand, nuotatore e pallanuotista francese (n. 1877)
- 1919 - Viktor Karlovič Knorre, astronomo russo (n. 1840)
- 1919 - William Weldon, araldista inglese (n. 1837)
- 1920 - Federico Della Chiesa, avvocato, scrittore e politico italiano (n. 1848)
- 1921 - Tommaso Cannizzaro, poeta, critico letterario e traduttore italiano (n. 1838)
- 1921 - Luigi Durand de la Penne, generale e politico italiano (n. 1838)
- 1921 - Peter Cooper Hewitt, inventore statunitense (n. 1861)
- 1923 - Milan Ogrizović, drammaturgo e scrittore croato (n. 1877)
- 1924 - Mariano Álvarez, generale e politico filippino (n. 1818)
- 1924 - Ludvík Aust, politico ceco (n. 1863)
- 1924 - Renato Brogi, compositore italiano (n. 1873)
- 1924 - Calogero Licata, vescovo cattolico italiano (n. 1872)
- 1925 - Franz Conrad von Hötzendorf, militare austro-ungarico (n. 1852)
- 1926 - Carlo Martinelli, politico italiano (n. 1872)
- 1926 - Thomas Moran, pittore statunitense (n. 1837)
- 1927 - Boris Annenkov, militare russo (n. 1889)
- 1928 - Alex Latta, calciatore scozzese (n. 1867)
- 1929 - Raffaele De Cornè, ingegnere e dirigente pubblico italiano (n. 1852)
- 1930 - Luigi Albertieri, ballerino e coreografo italiano (n. 1860)
- 1930 - Ben F. Wilson, attore, regista e produttore cinematografico statunitense (n. 1876)
- 1931 - Bamie Roosevelt, filantropa statunitense (n. 1855)
- 1932 - Constantine Phipps, III marchese di Normanby, nobile inglese (n. 1846)
- 1933 - Guerrino Amelli, presbitero e letterato italiano (n. 1848)
- 1935 - Frank Harris Hitchcock, politico statunitense (n. 1867)
- 1935 - Mack Swain, attore e regista statunitense (n. 1876)
- 1936 - Grigorij Eremeevič Evdokimov, rivoluzionario e politico russo (n. 1884)
- 1936 - Lev Borisovič Kamenev, rivoluzionario e politico russo (n. 1883)
- 1936 - Sergej Sergeevič Kamenev, generale sovietico (n. 1881)
- 1936 - Gennaro Ottaviano, poeta e paroliere italiano (n. 1874)
- 1936 - Ivan Nikitič Smirnov, rivoluzionario e politico russo (n. 1881)
- 1936 - Grigorij Evseevič Zinov'ev, rivoluzionario e politico sovietico (n. 1883)
- 1936 - Maria von Linden, batteriologa e zoologa tedesca (n. 1869)
- 1937 - Jean Paul Richter, storico dell'arte tedesco (n. 1847)
- 1938 - Johannes van Dijk, canottiere olandese (n. 1868)
- 1938 - Adolf Fischera, calciatore austriaco (n. 1888)
- 1938 - George Gaidzik, tuffatore statunitense (n. 1885)
- 1938 - Aleksandr Ivanovič Kuprin, scrittore russo (n. 1870)
- 1939 - Jan Vos, calciatore olandese (n. 1888)
- 1940 - William Bowie, geodeta statunitense (n. 1872)
- 1940 - Giovanni d'Orléans, francese (n. 1874)
- 1940 - Ettore Martini, generale italiano (n. 1869)
- 1940 - Édouard Michelin, imprenditore francese (n. 1859)
- 1941 - Enrico Calenda, militare italiano (n. 1914)
- 1941 - Kalle Järvinen, pesista finlandese (n. 1903)
- 1943 - Paul Freiherr von Eltz-Rübenach, politico tedesco (n. 1875)
- 1943 - Felice Mazzetti, militare e aviatore italiano (n. 1897)
- 1944 - Vera Luk'janovna Belik, militare sovietica (n. 1921)
- 1944 - Musa Cälil, scrittore, poeta e partigiano sovietico (n. 1906)
- 1944 - Charlotte Eisenblätter, antifascista tedesca (n. 1903)
- 1944 - Antonio Ferrari, partigiano italiano (n. 1925)
- 1944 - Tat'jana Petrovna Makarova, militare sovietica (n. 1920)
- 1944 - Teresio Martinoli, aviatore italiano (n. 1917)
- 1944 - Jean Louis Négadelle, ammiraglio francese (n. 1893)
- 1944 - Giuliano Ricci Lotteringi del Riccio, militare e politico italiano (n. 1861)
- 1944 - Umberto Ricci, partigiano italiano (n. 1923)
- 1944 - Adelmo Santini, partigiano italiano (n. 1927)
- 1944 - Natalina Vacchi, partigiana italiana (n. 1914)
- 1945 - Willis Lee, ammiraglio e tiratore a segno statunitense (n. 1888)
- 1945 - Oliver Morosco, produttore teatrale statunitense (n. 1875)
- 1945 - Giorgio Pitacco, politico italiano (n. 1866)
- 1945 - Pietro Tesauri, arcivescovo cattolico italiano (n. 1882)
- 1946 - Ove Roll Lund, militare e ingegnere norvegese (n. 1910)
- 1946 - Arnold Rosé, violinista austriaco (n. 1863)
- 1947 - Léon Robin, filosofo francese (n. 1866)
- 1947 - Eugenio Sauli, ciclista su strada italiano (n. 1870)
- 1947 - Clark Wissler, antropologo statunitense (n. 1870)
- 1948 - Antonino Arata, arcivescovo cattolico italiano (n. 1883)
- 1948 - Helen Lee Worthing, attrice statunitense (n. 1905)
- 1949 - Birger Steen, calciatore norvegese (n. 1907)
- 1950 - Almidano Artifoni, insegnante italiano (n. 1873)
- 1950 - Pietro Bulloni, avvocato e politico italiano (n. 1895)
- 1950 - Margarete Ferida, attrice tedesca (n. 1875)
- 1950 - Luigi Marangoni, ingegnere italiano (n. 1872)
- 1951 - Vincenzo Errante, filologo, storico e traduttore italiano (n. 1890)
- 1952 - Riccardo Astuto di Lucchese, diplomatico italiano (n. 1882)
- 1953 - Richard von Berendt, generale tedesco (n. 1865)
- 1953 - William Vosburgh, pallanuotista statunitense (n. 1890)
- 1954 - Nina Genke-Meller, artista russa (n. 1853)
- 1954 - Pietro Ossola, vescovo cattolico italiano (n. 1889)
- 1954 - Gustave Van Belle, ciclista su strada belga (n. 1912)
- 1955 - Bruno Ciuffarin, calciatore italiano (n. 1913)
- 1955 - Rakuten Kitazawa, fumettista e pittore giapponese (n. 1876)
- 1956 - Alfred Kinsey, biologo e sessuologo statunitense (n. 1894)
- 1957 - Leo Perutz, scrittore e drammaturgo austriaco (n. 1882)
- 1957 - Umberto Saba, poeta e scrittore italiano (n. 1883)
- 1958 - Leo Blech, compositore e direttore d'orchestra tedesco (n. 1871)
- 1958 - Jean Calhoun, attrice statunitense (n. 1891)
- 1958 - Cyril Hare, scrittore inglese (n. 1900)
- 1959 - Vittorio Tedesco Zammarano, militare, esploratore e scrittore italiano (n. 1890)
- 1960 - Giuseppe Cortese, politico italiano (n. 1884)
- 1960 - Valentino Ghiglia, pittore italiano (n. 1903)
- 1960 - Ali Maher Pascià, politico egiziano (n. 1882)
- 1960 - Agustín Sancho, calciatore spagnolo (n. 1896)
- 1961 - Cesare Curcio, politico italiano (n. 1904)
- 1961 - Morris Travers, chimico britannico (n. 1872)
- 1963 - Ivan Bahrjanyj, scrittore ucraino (n. 1906)
- 1963 - Charles Baudouin, psicoanalista francese (n. 1893)
- 1963 - Edward L. Cahn, regista statunitense (n. 1899)
- 1963 - Cino Macrelli, avvocato, giornalista e politico italiano (n. 1887)
- 1963 - Saverio Sechini, politico, giornalista e poeta italiano (n. 1887)
- 1964 - Tore Edmondo Calabrò, scultore e pittore italiano (n. 1891)
- 1964 - Felice Giordano, pittore italiano (n. 1880)
- 1965 - Johnny Hayes, maratoneta statunitense (n. 1886)
- 1965 - Giuseppe Ornati, liutaio italiano (n. 1887)
- 1966 - James Bagshaw, calciatore inglese (n. 1885)
- 1966 - Lance Comfort, regista e produttore cinematografico britannico (n. 1908)
- 1966 - Watse Cuperus, scrittore olandese (n. 1891)
- 1966 - William Hunter, velocista statunitense (n. 1883)
- 1966 - Alexandre Ryder, regista e sceneggiatore francese (n. 1891)
- 1966 - Zoltán Schenker, schermidore ungherese (n. 1880)
- 1967 - Stanley Bruce, politico australiano (n. 1883)
- 1967 - Margarete Himmler, infermiera tedesca (n. 1893)
- 1967 - Jean Manse, sceneggiatore e paroliere francese (n. 1899)
- 1967 - Paul Muni, attore statunitense (n. 1895)
- 1967 - George Lincoln Rockwell, politico statunitense (n. 1918)
- 1968 - John George, attore siriano (n. 1898)
- 1968 - Maurice Ransford, scenografo statunitense (n. 1896)
- 1968 - Umberto Zurlini, politico italiano (n. 1922)
- 1969 - Marcel Allain, scrittore francese (n. 1885)
- 1969 - Harry Hammond Hess, geologo e ammiraglio statunitense (n. 1906)
- 1969 - Max Ingrand, vetraio, decoratore e designer francese (n. 1908)
- 1969 - George E. Middleton, produttore cinematografico e regista statunitense (n. 1882)
- 1969 - Maria Troncatti, religiosa italiana (n. 1883)
- 1970 - Max Abegglen, calciatore svizzero (n. 1902)
- 1970 - Karl Casper, generale tedesco (n. 1893)
- 1970 - Giuseppe Grabbi, calciatore italiano (n. 1901)
- 1970 - Tachū Naitō, architetto e ingegnere giapponese (n. 1886)
- 1971 - Leroy Edwards, cestista statunitense (n. 1914)
- 1971 - Ted Lewis, musicista e cantante statunitense (n. 1890)
- 1972 - Magnus Konow, velista norvegese (n. 1887)
- 1973 - Knud Bastrup-Birk, calciatore danese (n. 1919)
- 1973 - Mahmud Taymur, scrittore egiziano (n. 1894)
- 1974 - Blanche Amblard, tennista francese (n. 1896)
- 1974 - Luigi Carmagnola, sindacalista e politico italiano (n. 1895)
- 1974 - Caberto Conelli, pilota automobilistico e aviatore italiano (n. 1889)
- 1974 - Virgilio Polara, fisico italiano (n. 1887)
- 1975 - Joseph Kane, regista, montatore e produttore cinematografico statunitense (n. 1894)
- 1976 - Eyvind Johnson, scrittore e traduttore svedese (n. 1900)
- 1976 - Angelo Spanio, politico e medico italiano (n. 1892)
- 1976 - Hans Tibulski, calciatore tedesco (n. 1909)
- 1977 - Luigi Bordino, religioso italiano (n. 1922)
- 1977 - Giuseppe Pièche, generale e agente segreto italiano (n. 1886)
- 1978 - Mario Cotellessa, politico italiano (n. 1897)
- 1979 - Karl-Heinrich Bodenschatz, ufficiale tedesco (n. 1890)
- 1979 - Stan Kenton, compositore, direttore d'orchestra e pianista statunitense (n. 1911)
- 1979 - Alberto Ruz Lhuillier, archeologo francese (n. 1906)
- 1980 - Gower Champion, ballerino, coreografo e attore statunitense (n. 1919)
- 1981 - Nicolas Pauly, calciatore lussemburghese (n. 1919)
- 1982 - Anna German, cantante polacca (n. 1936)
- 1982 - Dante Sala, presbitero italiano (n. 1905)
- 1984 - Truman Capote, scrittore, sceneggiatore e drammaturgo statunitense (n. 1924)
- 1984 - Viktor Čukarin, ginnasta sovietico (n. 1921)
- 1984 - Waite Hoyt, giocatore di baseball statunitense (n. 1899)
- 1984 - Gerard Lambrechts, ciclista su strada belga (n. 1904)
- 1984 - Ugo Magnetto, calciatore italiano (n. 1902)
- 1984 - Andy Varipapa, giocatore di bowling italiano (n. 1891)
- 1984 - Stefan Wójcik, cestista polacco (n. 1930)
- 1985 - Eugenio Dellacasa, calciatore e pallanuotista italiano (n. 1901)
- 1985 - Jee Yong-ju, pugile sudcoreano (n. 1948)
- 1985 - Samantha Smith, attivista e attrice statunitense (n. 1972)
- 1985 - Pino Zac, fumettista, regista e animatore italiano (n. 1930)
- 1986 - Peter Chatel, attore e drammaturgo tedesco (n. 1943)
- 1986 - Alberto Monroy, medico, biologo e biochimico italiano (n. 1913)
- 1987 - Ennio Cocchi, pittore e disegnatore italiano (n. 1915)
- 1987 - Sergio Mulitsch di Palmenberg, imprenditore e filantropo italiano (n. 1923)
- 1988 - Françoise Dolto, pediatra e psicoanalista francese (n. 1908)
- 1988 - Giuseppe Mazzullo, artista e scultore italiano (n. 1913)
- 1988 - Joachim Pirsch, canottiere tedesco (n. 1914)
- 1988 - Art Rooney, dirigente sportivo statunitense (n. 1901)
- 1989 - Arrigo Arrighetti, architetto e urbanista italiano (n. 1922)
- 1989 - Jacques Castelot, attore francese (n. 1914)
- 1989 - Beniamino Dal Fabbro, poeta, scrittore e critico musicale italiano (n. 1910)
- 1989 - Frank Henry, cavaliere statunitense (n. 1909)
- 1989 - Jerry Essan Masslo, sudafricano (n. 1959)
- 1989 - Jean-Louis Verdier, matematico francese (n. 1935)
- 1990 - Gastone Bartolucci, attore italiano (n. 1923)
- 1990 - David Hampshire, pilota automobilistico britannico (n. 1917)
- 1990 - Gianni Marzocchi, cantante, attore e doppiatore italiano (n. 1934)
- 1990 - Kleanthis Palaiologos, atleta, allenatore di atletica e scrittore greco (n. 1902)
- 1991 - Niven Busch, scrittore e sceneggiatore statunitense (n. 1903)
- 1991 - Alessandro Dordi, presbitero italiano (n. 1931)
- 1991 - Hans Geiger, calciatore tedesco (n. 1905)
- 1991 - Giuseppe Vaiana, astrofisico italiano (n. 1935)
- 1992 - Aida Buturović, bibliotecaria bosniaca (n. 1960)
- 1992 - Louise Kink, statunitense (n. 1908)
- 1992 - Robert Muldoon, politico neozelandese (n. 1921)
- 1992 - George R. Nelson, scenografo statunitense (n. 1927)
- 1992 - Luciano Nicolini, calciatore italiano (n. 1923)
- 1992 - Yang Xianzhen, politico cinese (n. 1896)
- 1993 - Dora Menichelli, attrice e cantante italiana (n. 1892)
- 1994 - Emanuele Gazzo, giornalista italiano (n. 1908)
- 1995 - Holly Bane, attore e truccatore statunitense (n. 1918)
- 1995 - Egidio Cioppa, ammiraglio italiano (n. 1910)
- 1995 - Alfredo Giovine, scrittore, linguista e giornalista italiano (n. 1907)
- 1995 - Luigi Grande, scrittore e magistrato italiano (n. 1921)
- 1995 - Eugene McDowell, cestista statunitense (n. 1963)
- 1995 - John Mills, cestista statunitense (n. 1919)
- 1995 - Setsuko, principessa Chichibu, principessa giapponese (n. 1909)
- 1995 - Brede Skistad, allenatore di calcio e calciatore norvegese (n. 1948)
- 1996 - Sylvia Fisher, soprano australiano (n. 1910)
- 1996 - Reinhard Libuda, calciatore tedesco (n. 1943)
- 1996 - Salvatore Mastroieni, mezzofondista italiano (n. 1914)
- 1996 - Franco Minissi, architetto italiano (n. 1919)
- 1997 - Vittor Ugo Bistoni, storico e politico italiano (n. 1925)
- 1997 - Mauro Cristofani, archeologo e etruscologo italiano (n. 1941)
- 1997 - Muriel Frances Dana, attrice statunitense (n. 1916)
- 1997 - Peter Dews, regista britannico (n. 1929)
- 1997 - Robert Pinget, scrittore svizzero (n. 1919)
- 1997 - Camilla Spira, attrice tedesca (n. 1906)
- 1997 - Calogero Vinti, matematico italiano (n. 1926)
- 1998 - Bob Montgomery, pugile statunitense (n. 1919)
- 1998 - Lewis Franklin Powell, Jr., giudice statunitense (n. 1907)
- 1999 - Alfredo Alaria, attore, ballerino e coreografo argentino (n. 1930)
- 1999 - Rob Fisher, tastierista e cantautore britannico (n. 1956)
- 1999 - Georg Thomalla, attore e doppiatore tedesco (n. 1915)
- 1999 - Spiegle Willcox, trombonista statunitense (n. 1903)
- 2000 - Carl Barks, fumettista e pittore statunitense (n. 1901)
- 2000 - Leo Barnhorst, cestista statunitense (n. 1924)
- 2000 - Bernard Becaas, ciclista su strada francese (n. 1955)
- 2000 - Frederick C. Bock, aviatore statunitense (n. 1918)
- 2000 - Silvano Chiumento, calciatore italiano (n. 1930)
- 2000 - Jack Nitzsche, compositore statunitense (n. 1937)
- 2000 - Valerij Priёmychov, attore, sceneggiatore e regista sovietico (n. 1943)
- 2000 - Ginetta Sagan, attivista e partigiana italiana (n. 1925)
- 2000 - Ivan Stambolić, politico serbo (n. 1936)
- 2000 - Calvin C. Stoll, giocatore di football americano e allenatore di football americano statunitense (n. 1923)
- 2000 - Bona de Pisis de Mandiargues, pittrice e scrittrice italiana (n. 1926)

## XXI secolo(106)
- 2001 - Ronaldo Campos, musicista e ballerino peruviano (n. 1927)
- 2001 - John Chambers, truccatore statunitense (n. 1922)
- 2001 - Diana Golden, sciatrice alpina statunitense (n. 1963)
- 2001 - Aaliyah, cantante, ballerina e attrice statunitense (n. 1979)
- 2001 - Philippe Léotard, attore, cantante e poeta francese (n. 1940)
- 2001 - Germano Maccari, brigatista italiano (n. 1953)
- 2001 - Ginzō Matsuo, doppiatore giapponese (n. 1951)
- 2001 - Ken Tyrrell, pilota automobilistico britannico (n. 1924)
- 2002 - Per Anger, diplomatico svedese (n. 1913)
- 2003 - Efisio Zanda Loy, prefetto italiano (n. 1914)
- 2003 - Arnaldo Zucchini, politico italiano (n. 1920)
- 2004 - Bruno Eugenio Ballan, partigiano, politico e sindacalista italiano (n. 1922)
- 2004 - Karen Dior, attrice, regista e scrittrice statunitense (n. 1967)
- 2004 - Marcelo González Martín, cardinale e arcivescovo cattolico spagnolo (n. 1918)
- 2005 - Herb Goldstein, attore statunitense (n. 1926)
- 2005 - Molly Malone Cook, fotografa statunitense (n. 1925)
- 2006 - John Blankenstein, arbitro di calcio olandese (n. 1949)
- 2006 - Noor Hassanali, politico trinidadiano (n. 1918)
- 2006 - Tejmuraz Kakulija, tennista sovietico (n. 1947)
- 2006 - Silva Kaputikian, scrittrice e poetessa armena (n. 1919)
- 2006 - Nina Maksimova, cestista e allenatrice di pallacanestro sovietica (n. 1924)
- 2006 - Paola Mazzali, cestista italiana (n. 1974)
- 2006 - Kiril Rakarov, calciatore bulgaro (n. 1932)
- 2006 - Ann Richards, attrice australiana (n. 1917)
- 2006 - Joseph Stefano, sceneggiatore, compositore e produttore televisivo statunitense (n. 1922)
- 2007 - Raymond Barre, politico e economista francese (n. 1924)
- 2007 - Édouard Gagnon, cardinale e arcivescovo cattolico canadese (n. 1918)
- 2007 - Emiliano Jimenez Hernandez, teologo spagnolo (n. 1941)
- 2007 - Lyde Posti Cuneo, scrittrice italiana (n. 1920)
- 2007 - Štefan Žáry, poeta, scrittore e traduttore slovacco (n. 1918)
- 2008 - Marpessa Dawn, attrice statunitense (n. 1934)
- 2008 - Kevin Duckworth, cestista statunitense (n. 1964)
- 2008 - Barbara Freking, attrice e modella statunitense (n. 1920)
- 2008 - Franco Martinelli, calciatore italiano (n. 1929)
- 2008 - Randa Chahal Sabag, regista e sceneggiatrice libanese (n. 1953)
- 2008 - Josef Tal, compositore israeliano (n. 1910)
- 2008 - Mario Tortul, calciatore e allenatore di calcio italiano (n. 1931)
- 2009 - Edoardo Guglielmino, scrittore italiano (n. 1924)
- 2009 - Ted Kennedy, politico statunitense (n. 1932)
- 2009 - Mirja Lehtonen, fondista finlandese (n. 1942)
- 2009 - Ray Ramsey, giocatore di football americano e cestista statunitense (n. 1921)
- 2009 - Mandé Sidibé, politico maliano (n. 1940)
- 2010 - Salvador Dijols, cestista portoricano (n. 1938)
- 2010 - Norm McAtee, hockeista su ghiaccio e allenatore di hockey su ghiaccio canadese (n. 1921)
- 2011 - Donna Christanello, wrestler statunitense (n. 1942)
- 2011 - Monique Limousin, cestista francese (n. 1930)
- 2011 - Lazar Mojsov, politico jugoslavo (n. 1920)
- 2011 - Domenico Montalto, giornalista e storico dell'arte italiano (n. 1954)
- 2011 - Eugene Nida, linguista e traduttore statunitense (n. 1914)
- 2011 - Gianfranco Pancani, giornalista italiano (n. 1926)
- 2012 - Florencio Amarilla, calciatore e attore paraguaiano (n. 1935)
- 2012 - Neil Armstrong, astronauta e aviatore statunitense (n. 1930)
- 2012 - Camillo Baffi, allenatore di calcio e calciatore italiano (n. 1942)
- 2012 - Georg Feuerstein, indologo tedesco (n. 1947)
- 2012 - Roger Fisher, saggista statunitense (n. 1922)
- 2012 - Riccardo Pradella, paroliere, attore e regista italiano (n. 1943)
- 2013 - Enrico Chiavacci, presbitero e teologo italiano (n. 1926)
- 2013 - Domenico Crusco, vescovo cattolico italiano (n. 1934)
- 2013 - Gylmar dos Santos Neves, calciatore brasiliano (n. 1930)
- 2013 - Karl-Wilhelm Welwei, storico tedesco (n. 1930)
- 2014 - Ramón Echarren Istúriz, vescovo cattolico spagnolo (n. 1929)
- 2014 - Alfredo Martini, ciclista su strada e dirigente sportivo italiano (n. 1921)
- 2014 - Karl Molitor, sciatore alpino svizzero (n. 1920)
- 2014 - Thomas M. Seebohm, filosofo tedesco (n. 1934)
- 2014 - Bob Warren, cestista statunitense (n. 1946)
- 2015 - Carlos Barrionuevo, calciatore argentino (n. 1977)
- 2015 - Mascarenhas, calciatore portoghese (n. 1937)
- 2016 - James Cronin, fisico statunitense (n. 1931)
- 2016 - Rudy Van Gelder, statunitense (n. 1924)
- 2016 - Marvin Kaplan, attore e sceneggiatore statunitense (n. 1927)
- 2016 - Khem Raj Gurung, cantante nepalese (n. 1975)
- 2016 - Vincenzo Reverchon, calciatore italiano (n. 1927)
- 2016 - Sonia Rykiel, stilista e scrittrice francese (n. 1930)
- 2017 - Enzo Dara, basso italiano (n. 1938)
- 2017 - Lloyd McLean, calciatore giamaicano (n. 1947)
- 2017 - Rich Piana, culturista, imprenditore e youtuber statunitense (n. 1970)
- 2017 - Marta Skupilová, nuotatrice cecoslovacca (n. 1938)
- 2018 - Nikola Manev, pittore bulgaro (n. 1940)
- 2018 - John McCain, politico e militare statunitense (n. 1936)
- 2018 - Eugenio Tarabini, politico italiano (n. 1930)
- 2019 - Timothy Bell, manager britannico (n. 1941)
- 2019 - Sally Floyd, ingegnere e informatica statunitense
- 2019 - Eliseo Mattiacci, artista italiano (n. 1940)
- 2019 - Ferdinand Piëch, imprenditore austriaco (n. 1937)
- 2019 - Anne Grete Preus, cantante norvegese (n. 1957)
- 2019 - Jerry Rook, cestista statunitense (n. 1943)
- 2019 - Lodewijk Woltjer, astronomo e antropologo olandese (n. 1930)
- 2020 - Antonino Calarco, giornalista e politico italiano (n. 1932)
- 2020 - Mónica Jiménez, diplomatica e politica cilena (n. 1940)
- 2020 - Nik Spatari, pittore, scultore e architetto italiano (n. 1929)
- 2020 - Eduardo Texeira Lima, calciatore brasiliano (n. 1944)
- 2020 - Ettore Toscano, attore, regista e poeta italiano (n. 1941)
- 2021 - Aldo Eminente, nuotatore francese (n. 1931)
- 2021 - Ileana Gyulai-Drîmbă-Jenei, schermitrice rumena (n. 1946)
- 2022 - Franco Crespi, sociologo italiano (n. 1930)
- 2022 - Joey DeFrancesco, organista statunitense (n. 1971)
- 2022 - Graziella Galvani, attrice italiana (n. 1931)
- 2022 - Enzo Garinei, attore e doppiatore italiano (n. 1926)
- 2022 - Radovan Radović, cestista e allenatore di pallacanestro jugoslavo (n. 1936)
- 2022 - Alan Rogers, allenatore di calcio inglese (n. 1924)
- 2023 - Luca Maria Patella, artista, fotografo e scrittore italiano (n. 1934)
- 2023 - Armando Pellegrini, ciclista su strada e pistard italiano (n. 1933)
- 2023 - Şəhriyar Rəhimov, calciatore azero (n. 1989)
- 2024 - Selim al-Hoss, politico libanese (n. 1929)
- 2024 - Claude Marquis, cestista francese (n. 1980)
- 2024 - Michel Siffre, geologo, speleologo e esploratore francese (n. 1939)